# Kathrin Schindele

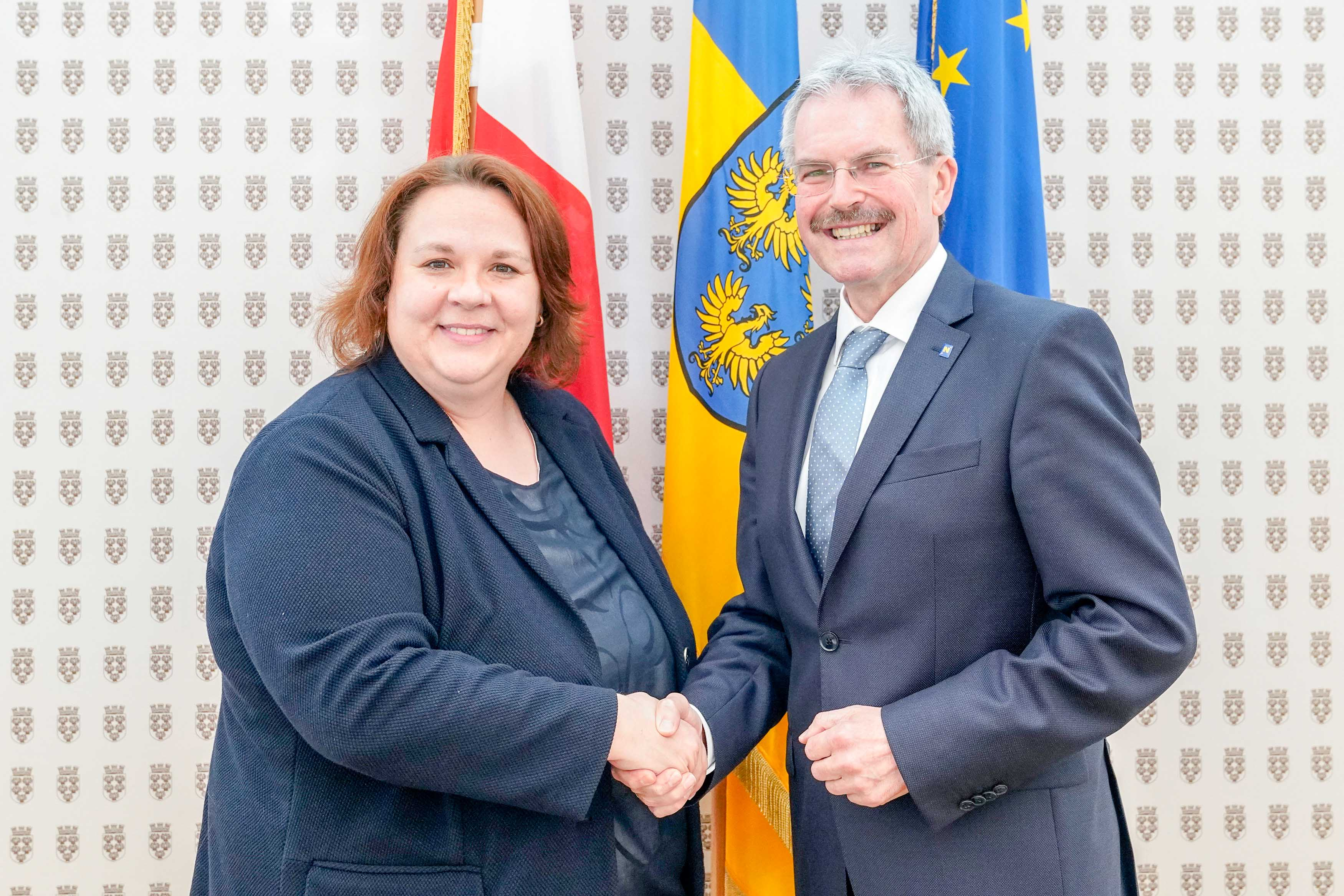
Kathrin Schindele mit Karl Wilfing (2018)

Kathrin Schindele (* 26. Mai 1981 in Waidhofen an der Thaya) ist eine österreichische Politikerin der Sozialdemokratischen Partei Österreichs (SPÖ). Seit März 2018 ist sie Abgeordnete zum Landtag von Niederösterreich.

## Leben

### Ausbildung und Beruf
Kathrin Schindele besuchte nach der Volksschule das Gymnasium Hagenmüllergasse in Wien, wo sie 1999 maturierte. Anschließend absolvierte sie die Pädagogische Akademie (PÄDAK) in der Ettenreichgasse in Wien, die sie 2003 mit der Diplomprüfung für das Lehramt an Sonderschulen abschloss.
Seit 2004 ist sie Lehrerin am Zentrum für Inklusiv- und Sonderpädakgogik ASO St. Pölten Nord, wo sie seit 2017 Schulleiterin ist. Im niederösterreichischen Landesschulrat ist sie Mitglied im Schulentwicklungsteam im Bereich der Grundschulen. Außerdem ist sie Gutachterin über den sonderpädagogischen Förderbedarf an Allgemeinbildende Pflichtschulen (APS).

### Politik
Kathrin Schindele ist 2013 ist sie im Verein Sozialdemokratischer Lehrer/innenverein Österreichs (SLÖ) aktiv, unter anderem als Mitglied der Landesleitung und in verschiedenen Funktionen in der Bezirksgruppe St. Pölten. Außerdem ist sie Mitglied der erweiterten Landesleitung der Pflichtschullehrergewerkschaft Niederösterreich. Seit 2013 ist sie auch in der SPÖ tätig, etwa als stellvertretende Vorsitzende der Sektion 9 in St. Pölten, als Mitglied im Stadtparteivorstand und Mitglied im Bezirksparteivorstand.
Am 22. März 2018 wurde sie in der konstituierenden Landtagssitzung der XIX. Gesetzgebungsperiode als Abgeordnete zum Landtag von Niederösterreich angelobt, wo sie als Sprecherin für Bildung und Schule, Integration, Landwirtschaftliche Schulen, Musikschulen, Wissenschaft, Fachhochschulen und Technologie fungiert. Bei der Landtagswahl 2023 kandidiert sie als SPÖ-Spitzenkandidatin im Landtagswahlkreis St. Pölten.